# Episodi di 14º Distretto (ventinovesima stagione)
La ventinovesima stagione della serie televisiva 14º Distretto è stata trasmessa in anteprima in Germania da Das Erste tra il 30 novembre 2015 e il 21 marzo 2016.
| nº | Titolo originale       | Titolo italiano | Prima TV Germania | Prima TV Italia |
| -- | ---------------------- | --------------- | ----------------- | --------------- |
| 1  | Das Licht              | inedito         | 30 novembre 2015  | inedito         |
| 2  | Geborene Verlierer     | inedito         | 7 dicembre 2015   | inedito         |
| 3  | Die Heidekönigin       | inedito         | 14 dicembre 2015  | inedito         |
| 4  | Der Anschlag           | inedito         | 21 dicembre 2015  | inedito         |
| 5  | Jetzt oder nie         | inedito         | 4 gennaio 2016    | inedito         |
| 6  | Fauler Zauber          | inedito         | 11 gennaio 2016   | inedito         |
| 7  | Bombenalarm            | inedito         | 18 gennaio 2016   | inedito         |
| 8  | Mads' Entscheidung     | inedito         | 25 gennaio 2016   | inedito         |
| 9  | Mondsüchtig            | inedito         | 8 febbraio 2016   | inedito         |
| 10 | Der Amisch             | inedito         | 1º febbraio 2016  | inedito         |
| 11 | Harrys Angst           | inedito         | 15 febbraio 2016  | inedito         |
| 12 | Glück im Spiel         | inedito         | 22 febbraio 2016  | inedito         |
| 13 | Showdown im Revier     | inedito         | 29 febbraio 2016  | inedito         |
| 14 | Die Rabenmutter        | inedito         | 7 marzo 2016      | inedito         |
| 15 | Herr Müller hat gesagt | inedito         | 14 marzo 2016     | inedito         |
| 16 | Offene Rechnungen      | inedito         | 21 marzo 2016     | inedito         |